# Законы о гражданстве Литвы
Закон о гражданстве Литвы автоматически предоставляет гражданство лицам, родившимся в нынешних границах Литвы. Если ребенок родился за пределами Литвы, и на момент его рождения хотя бы один из его родителей имел гражданство Литовской республики, и оба родителя имели постоянное место жительства за пределами Литвы, родитель ребенка должен оформить согласие на его регистрацию в качестве гражданина Литвы до достижения им 18-летнего возраста. Гражданство также может быть предоставлено путем натурализации. Натурализация требует периода проживания, экзамена на литовском языке, результатов экзаменов, демонстрирующих знакомство с Конституцией Литвы, продемонстрированных средств поддержки и присяги на верность. Оговорка о праве на восстановление литовского гражданства была включена в Конституцию 1991 года для лиц, покинувших Литву после ее оккупации Советским Союзом в 1940 году и их потомков. Литовские граждане также являются гражданами Европейского Союза и, таким образом, пользуются правами на свободное передвижение и имеют право голосовать на выборах в Европейский парламент.

## Постсоветская реализация
В 1989 году законодательный орган принял акт о гражданстве, предоставляющий автоматическое гражданство тем лицам, которые могли установить свое собственное рождение, родительское или дедушки и бабушки на границах Литвы. Постоянным жителям, не охваченным этими критериями, было дано гражданство при подписании присяги на верность. Владение языками не требовалось. Договор 1991 года с Россией расширил определение места жительства тем, кто иммигрировал в Литву из России в период между 1989 годом и ратификацией договора. Последующие заявители на получение гражданства должны были отвечать ряду стандартов натурализации, включая тестирование на литовском языке. Требования гражданства были наиболее либеральными из тех, что были в новых независимых странах Балтии. Обычно это объясняется относительно низким уровнем иммиграции из других районов Советского Союза, что приводит к более этнически однородному населению, а также более высоким уровнем рождаемости в литовской среде по сравнению с латышами и эстонцами.

## Двойное гражданство
В ноябре 2006 года Конституционный суд Литовской Республики постановил, что Закон о гражданстве (формулировка от 17 сентября 2002 года с последующими поправками и дополнениями) был «спорным, непоследовательным и запутанным». Речь шла о наличии двойного гражданства; это положение расширило право гражданства и, следовательно, право голоса, членам постсоветской литовской диаспоры, которая была сосредоточена в Соединенных Штатах, Канаде, Австралии и Аргентине, а также их дети, внуки и правнуки. Самым заметным членом этой диаспоры был президент Литвы Валдас Адамкус, ставший гражданином Соединенных Штатов; он официально отказался от американского гражданства, прежде чем присягнуть на присягу. Заявители утверждали, что основополагающее гражданство по этническому происхождению или гражданство лица нарушает равенство лиц и носит дискриминационный характер. Использование и смысл термина «репатриированные» были особенно спорными. Сейм Литвы (парламент) принял временный закон, истекающий в 2010 году, который предоставил двойное гражданство в исключительных случаях, прежде всего тем, кто был гражданами Литвы до 1940 года и которые бежали во время советских репрессий, а также своим детям, внукам и правнукам. Текст закона, по состоянию на 15 июля 2008 года, указан на веб-сайте Сейма: законы о гражданстве Литвы (английский перевод). В ноябре 2010 года Сейм принял закон, который либерализует требования двойного гражданства. Президент Даля Грибаускайте наложила вето: «Согласно Конституции, двойное гражданство является редким исключением, а не обычным делом». 23 июня 2016 года Сейм принял закон, еще более либерализирующий требования двойного гражданства. Он вступил в силу 6 июля 2016 года, внося изменения в Закон о гражданстве Литовской Республики (Закон XI-1196 от 2 декабря 2010 года). В целом, человек имеет право на двойное гражданство, если:
1. «человек, отсутствовал в Литве 11 марта 1990 года». Это определяется как:
```
- по крайней мере один из их предков (родители, бабушки и дедушки или прадедушки) был гражданином Литовской Республики (которая существовала с 1918 по 1940 год);
- предок покинул Литву (закон изменил прежнее требование «бегства») некоторое время, прежде чем Литва восстановила свою независимость 11 марта 1990 года;
- после 15 июня 1940 года предок не отправился в бывший Советский Союз.
```

2. «Человек, депортированный из оккупированной Литвы до 11 марта 1990 года».
```
- Человек или их потомки (дети, внуки, правнуки)
[
5
]
, которые до 15 июня 1940 года имели литовское гражданство и были насильственно депортированы из Литвы до 11 марта 1990 года из-за политических, социальных или этнических преследований советских и нацистских режимов оккупации.
```

По просьбе парламента Литвы конституционный суд уточнит, может ли закон установить право на двойное гражданство для тех граждан, которые покинули Литву в странах Европейского союза (ЕС) и НАТО.
01 января 2021 вступили в силу поправки к Закону о гражданстве Литовской республики, по которым получают право на двойное гражданство дети, рожденные за пределами Литвы, у которых хотя бы один из родителей является гражданином Литвы, постоянно проживающим за ее пределами. В таком случае гражданство Литвы присавивается ребенку не автоматически, родители должны зарегистрировать ребенка в качестве гражданина Литвы соответствующим образом до достижения им 18-летнего возраста. Это позволяет ребенку получить гражданство Литвы, не отказываясь от гражданства страны рождения или постоянного проживания.

## Сертификат о литовском происхождении
Сертификат о литовском происхождении является документом, подтверждающим этническое литовское происхождение человека. Сертификат дает бессрочное право на получение гражданства Литвы, получения визы в Литву, оформления ПМЖ (постоянное место жительства) в Литве. Сертификат о литовском происхождении могут получить лица, у которых хотя бы один из родителей. дедушек или бабушек являются этническими литовцами по национальности.

## Сертификат о праве на восстановление литовского гражданства
Сертификат, подтверждающий право на восстановление гражданства Литовской республики, является официальным документом, предоставляющим право его обладателю получить гражданство Литвы по происхождению (как правило, при выходе из имеющегося гражданства). Помиомо этого, сертификат о праве на восстановление литовского гражданства дает право его обладателю получить визу в Литву, оформить ПМЖ (постоянное место жительства) в Литве.

## Гражданство Европейского Союза
Поскольку Литва является частью Европейского Союза, граждане Литвы также являются гражданами Европейского Союза в соответствии с законодательством Европейского Союза и, таким образом, пользуются правами на свободное передвижение и имеют право голосовать на выборах в Европейский парламент. Когда в стране, не входящей в ЕС, где нет посольства Литвы, граждане Литвы имеют право на получение консульской защиты от посольства любой другой страны ЕС, присутствующей в этой стране. [9] [10] Литовские граждане могут жить и работать в любой стране ЕС в результате права на свободное передвижение и проживание, предусмотренные в статье 21 Договора ЕС. Свобода передвижения граждан Литвы Основная статья: Требования к визе для граждан Литвы

## Визовые требования для граждан Литвы
Требования к визе для граждан Литвы являются административными ограничениями на въезд властями других государств, помещенных на граждан Литвы.

## Внешние ссылки
Департамент миграции (недоступная ссылка)